# Збройні сили Сирії
Збройні сили Сирії (араб. القوات المسلحة العربية السورية) — військова організація Сирійської Арабської Республіки, призначена для захисту держави від зовнішніх загроз і підтримки її територіальної цілісності. За конституцією Сирії верховним головнокомандувачем збройних сил є президент Сирії. Утворені у 1946 році.
Чисельність на 2013 рік становить 169 000. Призовний вік становить 18—49 років. Термін служби — 1—3 роки. Станом на 2011 рік здатні до військової служби 501 410 осіб, запас становить 11 550 588 осіб.
Військовий бюджет, станом на 2005 рік — 0,858 − 1,0 млрд дол., що становить до 5 % ВВП.

## Наземні сили

### Військові підрозділи

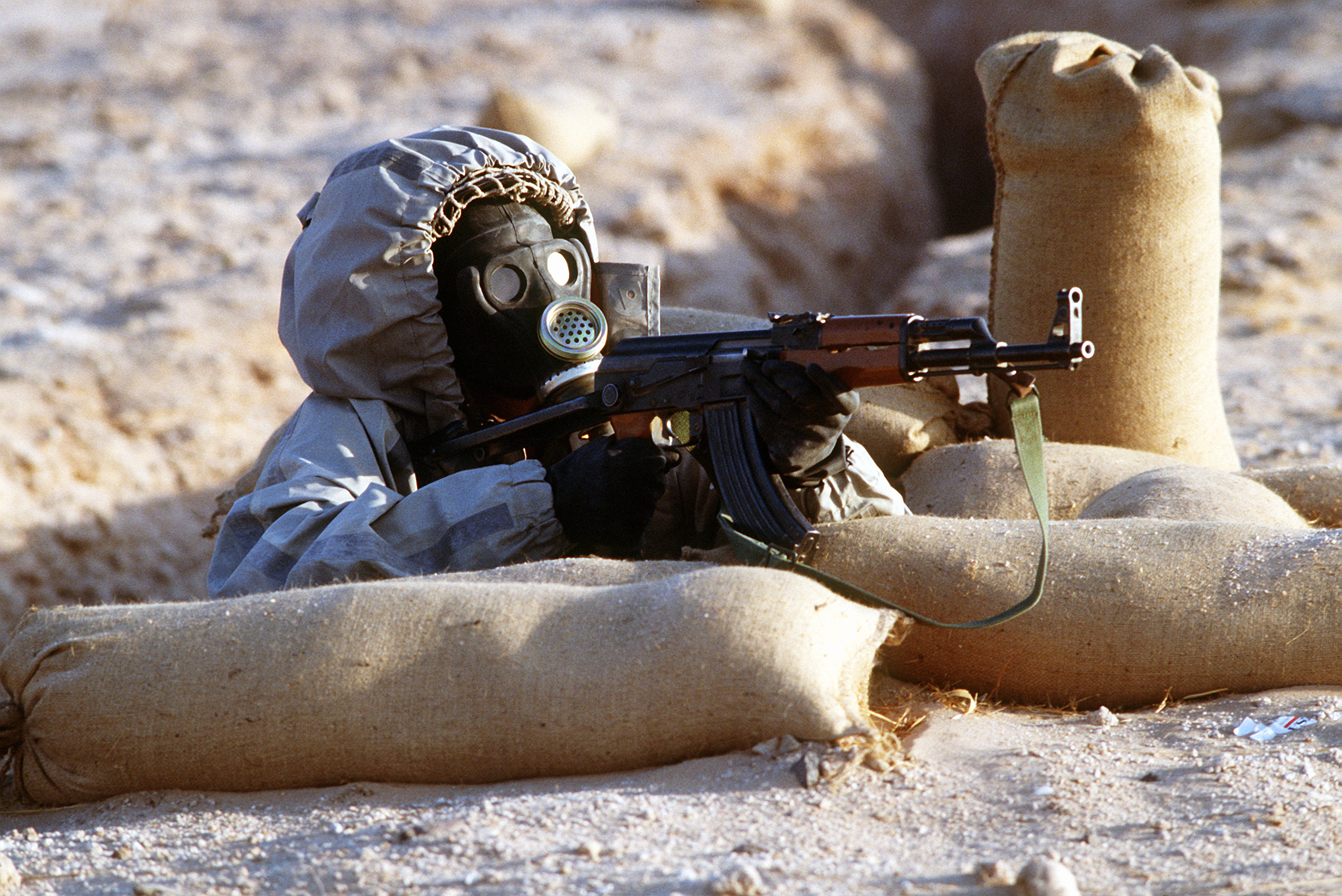
Сирійський солдат з автоматом Калашникова під час операції «Щит пустелі».

Складались з трьох корпусів (1 корпус, 2 корпус і 3 корпус), 10 дивізій:
- 1-ша бронетанкова дивізія
- 3-тя бронетанкова дивізія
- 4-та механізована дивізія
- 5-та бронетанкова дивізія
- 6-та бронетанкова дивізія
- 7-ма механізована дивізія
- 8-ма бронетанкова дивізія
- 9-та бронетанкова дивізія — брала участь у звільненні Кувейту у 1991 році
- 10-та механізована дивізія
- 11-та бронетанкова дивізія
- 14-та окрема спеціальних сил дивізія з 10 окремими спеціальних сил полків
- окрема дивізія республіканської гвардії (у складі 1 механізованої бригади, 3 бронетанкових бригад і 1 артилерійського полку)

У кожній механізованій дивізії 1 механізована і 2 моторизованих бригади.
- 4 окремих стрілецькі бригади
- 2 окремих артилерійські бригади
- 2 окремі протитанкові бригади
- 3 ракетних («земля-земля») бригади (кожна з 3 батальйонами)
  - 1 бригада озброєна Фрог-7
  - 2-га — СС-21 «Скараб»
  - 3-тя — "Скад-Б/Ц/Д
- 2 окремі ракетні бригади берегової оборони (вважається, що Сирія отримала з Ірану установки C-802 і 100 ракет)
  - 1 бригада озброєна 4 установками СС-Ц-1Б Сепал
  - 2 бригада — 6 установками П-15 Терміт, альтернативним призначенням СС-Ц-3 'Styx'
- 1 прикордонна бригада

### Зброя
- 4750 танків (1600 Т-72, 1000 Т-62, 2150 Т-55);
- 800 бойових розвідувальних машин БРДМ-2
- 2200 БМП (100 БМП-2, 2100 БМП-2)
- 1600 БТР (БТР-152, БТР-70, БТР-60, БТР-50)
- 710 гармат (10 — 180-мм гармата С-23; 600 — 130-мм польових гармат М-46; 100 — 122-мм А-19)
- 1020 гаубиць (20 — 152-мм гаубиця Д-20; 400 — 122-мм М-30; 600 — 122-мм Д-30)
- 430 САУ (50 — 152-мм «Акація», 380 — 122-мм «Гвоздика»)
- 710 мінометів (10 — 240-мм М-240, 100 — 160-мм М-160, 400 — 160-мм М1943, 200 — 82-мм)
- 480 ракетних установок залпового вогню (280 — 122-мм БМ-21, 200 — 107-мм тип-63)
- 62 тактичних ракет «земля-земля» (18 — Фрог-7, 18 — СС-21, 26 — Скад-Б, Скад-Ц (до 500 км) і Скад-Д (до 700 км))
- понад 3500 протитанкових ракетних систем (2000 — АТ-3 Саггер, 150 — АТ-4 Спігот, 40 — АТ-5 Спандрел, АТ-7 Саксхорн, А-14 Корнет, 200 — франко-німецьких Милан)
- протитанкові гранатомети РПГ-29, РПГ-7
- 400 ЗСУ (23-мм ЗСУ-23-4, подвійна 57-мм ЗСУ-57-2)
- 1650 зенітних артилерійських установок (25 — 100-мм КС-19, 675 — 57-мм С-60, 650 — 23-мм ЗСУ-23-3, 300 — 37-мм М1939)
- понад 4100 переносних зенітних ракетних систем (СА-18, 100 — СА-14, 4000 — СА-7)
- понад 120 самохідних ЗРК (зенітних ракетних комплексів) (СА-22, СА-19, 35 — СА-13, 20 — СА-9, 56 — СА-8)

## Військово-повітряні сили
На озброєнні ВПС Сирії 765 літаків і ґвинтокрилів:
486 бойових літаків, 98 бойових ґвинтокрилів, 85 навчальних і транспортних літаків, 100 транспортних ґвинтокрилів.
- 416 винищувачів:
  - 56 — багатоцільовий винищувач МіГ-29
  - 8 — винищувач МіГ-31 (нещодавня покупка)
  - 37 — винищувач МіГ-25 (будуть зняті з озброєння)
  - 173 — бойовий винищувач МіГ-23 (плануюється модернізація)
  - 142 — бойовий винищувач МіГ-21 (планується модернізація, можливо з Індією)
- 70 штурмовиків:
  - 20 — Су-24
  - 50 — Су-22
- 64 навчально-тренувальний літак:
  - 23 — Аеро Л-39 Альбатрос (Чехословаччина)
  - 35 — MBB 223 Flamingo (Німеччина)
  - 6 — MFI-17 Mushshak (Пакистан)
- 21 військово-транспортний літак:
  - 4 — Ан-26
  - 4 — Іл-76
  - 2 — Dassault Falcon 20 (Франція)
  - 1 — Dassault Falcon 900 (Франція)
  - 4 — Ту-134
  - 6 — Як-40
- 98 бойових ґвинтокрилів:
  - 36 — Мі-24
  - 42 — СА-341 (Франція)
  - 20 — Мі-2 (Польща)
- 100 транспортних ґвинтокрилів:
  - 55 — Мі-8
  - 45 — Мі-17

- 275 ЗРК С-75 Двіна (до 45 км)
- 143 ЗРК С-125 Печора (3,5-35 км)
- 48 ЗРК С-200 (7-400 км)
- 60 ЗРК 9К33 Оса (до 15 км)
- 200 — переносних ЗРК Стріла-2

### Втрати ВПС Сирії під час громадянської війни
| Тип ЛА  | Кількість | Примітки                                                               |
| ------- | --------- | ---------------------------------------------------------------------- |
| МіГ-21  | 12        | в тому числі 6 МіГ-21біс, 1 МіГ-21УМ                                   |
| МіГ-23  | 5         | в тому числі 4 МіГ-23БН, 1 МіГ-23МС                                    |
| L-39    | 12        | в тому числі 10 L-39ZA                                                 |
| Су-24МК | 2         |                                                                        |
| Су-22М  | 4         | Су-22М4 11.02.13, Су-22М2 20.02.13, Су-22М3 25.07.13, Су-22М2 28.11.13 |
| Ан-26   | 1         | 17.01.15                                                               |
| Мі-8/17 | 68        |                                                                        |
| Мі-25   | 3         |                                                                        |

Таблиця складена за даними сайту www.skywar.ru станом на 16.03.2015.

## Військово-морські сили
19 кораблів і човнів:
- 2 фрегата «Петя ІІ»,
- 10 ракетних човнів:
  - 2 «Оса І»
  - 8 «Оса ІІ»
- 3 десантні суда-амфібії «Полночний Б»
- 4 тральщики
  - 1 «Соня»
  - 3 «Євгенія»

13 ґвинтокрилів (11 Мі-14ПЛ і 2 КА-28ПЛ)
За радянських часів середземноморська ескадра Чорноморського флоту перебувала у ВМБ Сирії.